# Константин II (царь Картли)
Константин II (груз. კონსტანტინე, ум. 1505) — царь Картли с 1478 по 1505 год, внук царя Александра I Великого. Последний правитель единого Грузинского царства.

## Биография
В 1465 году вместе с дядей, царём Георгием VIII, был пленён правителем (атабагом) Кваркваре II. Бежав из плена, Константин II укрепился в Кутаиси, но тем временем грузинский трон захватил и объявил (1466) себя царём Баграт VI. В то же время Георгий VIII, освобождённый из плена Багратом VI, отправился в Кахетию и основал Кахетинское царство. В 1468 году Константин II был вынужден признать Баграта VI царём. Через какое-то время Баграт VI захватил Картли. Константин укрепился в Тбилиси, Сомхити и Лоре, а также заручился помощью атабага Баадура.
Хотя он называл себя царём, так как имел власть на определенной территории, но по сути то было время двоецарствия. В 1478 году на территорию Грузии вступил новый враг Узун-Гасан шах и осадил Тбилиси. В то время царь Константин громил мелкие отряды шаха. Тогда шах предложил явиться к нему Константину, за что пожалует шах ему всю страну его. Константин II вынужден был сдать Тбилисскую крепость Узун-Гасан шаху. Шах поставил своих воинов в Тбилисской крепости, но вскоре заболел и вынужден был оставить пределы Грузии, передав напоследок Тбилисскую крепость Константину. В том же году скончался царь Баграт VI.
В 1479 году Константин II захватил Картли. Затем Константин объединился с горцами и с Вамиком Дадиани, после чего во главе этих сил вступил в Имеретию. Новый царь, сын Баграта VI, Александр бежал, а Константин стал царем Картли-Имеретинского царства.
В 1481 году Константин объединившись с Вамиком Дадиани напали на атабага Самцхе Манучара. Манучар не смог противостоять объединённым силам и бежал. Константин занял Самцхе. Но в следующем году умер Вамик Дадиани и в Имеретии снова началась смута. Видя это атабаг Манучар отбил Самцхе. Тогда царь Константин собрал войска и двинулся на Самцхе. В 1483 году произошел бой в котором разбил войска Константина Кваркваре II. Воспользовавшись этим в 1484 году Александр II, сын Баграта VI, захватил Кутаиси, и объявил себя царем Имеретии.
В 1486 году на грузинские города Дманиси и Кеши напали войска Ягуб-падишаха. Но в крепостях их встретили воины Сулхана Бараташвили, которые сражались мужественно и разбили врага. После ухода главных сил Ягуб-падишаха царь Константин воспользовался благоприятной обстановкой и истребил кочевников кочевавших в окрестностях.
В 1487 году Липарид Дадиани предложил Константину II изгнать Александра II. Константин во главе своих войск и союзных горцев вступил в Имеретию. Константин захватил Кутаиси и соединился там с Липаридом, который передал царю остальные крепости Имеретии. Царь отпустил горцев, а сам остался в Имеретии, чтобы закрепить за собой царство. В 1488 году Ягуб-падишах прислал в Грузию своего полководца Халил-бека строить крепости Каозиани и Агджакала. Узнав об этом Константин отправил свои войска во главе с Сулханом Бараташвили на Халил-бека. Сулхан разбил войска Халил-бека. Тогда шах послал в Грузию огромное войско, которое сразу осадило Тбилиси. Царь Константин вынужден был выступить из Имеретии. На помощь Бараташвили из Имеретии были посланы Кайхосро Цицишвили и Джаваха Джавихишвили. Объединившись Цицишвили, Джавахишвили и Бараташвили напали на войска шаха стоявшие в Чандари. Под Чандари произошел бой окончившийся полной победой грузин. Узнав о поражении войска под Чандари, шахские войска сняли осаду Тбилиси. За ними в погоню бросились Цицишвили, Джавахишвили и Бараташвили, догнали и сильно побили. После ухода Константина из Имеретии, Александр II объединился со сванами и захватил Кутаиси (1489). Он примирился с Липаридом Дадиани и Гуриелом, после чего вся Имеретия оказалась в его руках.
В 1490 году узнал царь, что на Картли идут войска шаха. Константин обратился за помощью к атабагу Самцхе Кваркваре II и к царю Кахетии Александру I, но они отказали. Вскоре к крепости Орбети подошли шахские войска, но не смогли взять её и двинулись к Коджорской крепости. Защитники Коджорской крепости ночью оставили её. Шахские войска разрушив крепость двинулись на Тбилиси. Войска шаха взяв в осаду Тбилиси, отправили отряд в 1500 всадников и других воинов для разорения окрестностей Орбети. Следом за ними отправилось войско картлийцев во главе с Сулханом Бараташвили. Они быстро догнали отряд и разбили. Марабу Бараташвили удалось пленить родственника шаха. Узнав об уничтожении отряда, шахские войска в очередной раз сняли осаду Тбилиси и удалились из пределов Картли. После ухода шахских войск царь Константин, истребил в окрестностях кочевников, а также разрушил крепости Агджакала и Каозиани.
В начале 1490-х годов Константин II признал факт распада Грузии на отдельные царства: Картли, Кахети и Имерети, хотя и после этого боролся за воссоединение, а также против осман и персов. В связи с этим он отправил послов в Каир (Египет) к мамлюкскому султану Ашрап Сеиф Ал-дин Кайтбею, папе римскому и королю Испании. Его попытки оказались неудачны.
Он умер 27 апреля 1505 года, передав Картлийское царство своему сыну, Давиду X.